# الجامعة التونسية للسيارات
الجامعة التونسية للسيارات (بالفرنسية: Fédération Tunisienne de l'Automobile)‏ هي جامعة رياضية تونسية، تأسست في 10 ديسمبر 2012 تشرف على رياضة السيارات في تونس .

## أهداف
تهدف الجامعة إلى:
- تنظيم وتطوير ومراقبة ممارسة رياضة السيارات بمختلف أشكالها على التراب التونسي.
- إدارة وتنسيق أنشطة الجمعيات التي تضم الأعضاء الممارسين لرياضة السيارات بمختلف أشكالها.
- الدفاع عن مصالح رياضة وسياحة السيارات.

## المسيرون
- الرئيس: محمد سليم الغزاي
- نائب الرئيس: حاتم بن يوسف
- رئيس لجنة الرياضة: ظافر بالصالح
- رئيس لجنة الإعلام والعلاقات العامة: خليل حميدة
- رئيس لجنة السلامة: سليم الشواشي
- رئيس لجنة المصنع والعلاقة مع الوكلاء: فارس حناني
- رئيس لجنة السياحة: ريم بوبكر
- أمين مال: سفيان بوزيد

## عضوية
وهي عضو بالاتحاد الدولي للسيارات.

## مقالات ذات صلة
- رالي تونس

## وصلة خارجية
- الموقع الرسمي للجامعة التونسية للسيارات.